# علوم عصبية

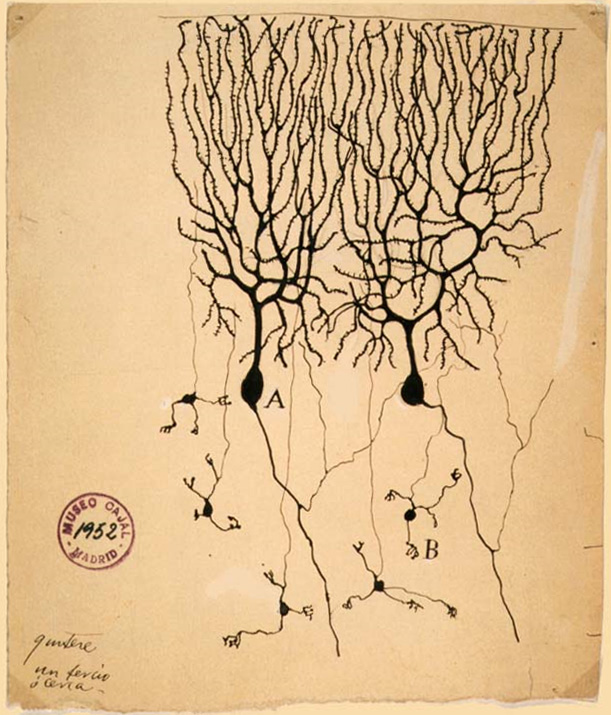
رسم لعصبونات المخيخ في حمامة، قام به سانتياغو رامون إي كاجال، عام 1899.

العلوم العصبية هي دراسة علمية للجهاز العصبي، وفرع متداخل التخصصات لعلم الأحياء، يجمع بين الفسيولوجيا العصبية، والتشريح العصبي، والعلوم العصبية الجزيئية، والنماء العصبي، والعلوم العصبية الخلوية والحاسوبية، وعلم النفس لفهم الخصائص الأساسية والطارئة على العصبونات وشبكاتها الحيوية. وصف إريك كانديل فهم الأساس البيولوجي للتعلم والذاكرة والسلوك والإدراك والوعي بأنه «التحدي النهائي» لعلم الأحياء.
اتسع نطاق العلوم العصبية بمرور الوقت ليشمل مناهج مختلفة تستخدم لدراسة الجهاز العصبي بمقاييس مختلفة، وقد توسعت التقنيات المستخدمة من قبل علماء الأعصاب بشكل كبير، لتمد من الدراسات الجزيئية والخلوية للعصبون الواحد إلى التصوير العصبي للمهام الحسية والحركية في الدماغ.

## التاريخ

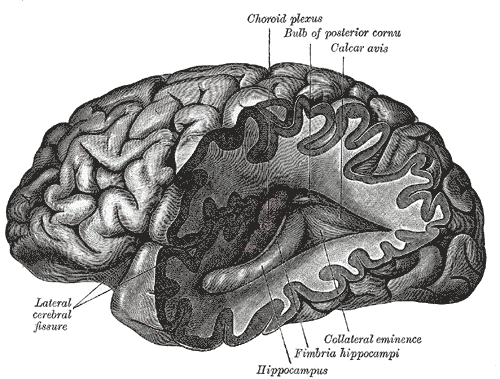
رسم توضيحي من غرايز أناتومي (1918) لمشهد وحشي للدماغ البشري، يظهر فيه الحصين وغيره من السمات التشريحية العصبية الأخرى.

تعود أول دراسة للجهاز العصبي إلى القدماء المصريين، وقد سُجل ثقب الجمجمة (عملية جراحية تتضمن حفر أو كشط ثقب في الجمجمة لغرض علاج الصداع أو الاضطرابات النفسية أو تخفيف الضغط القحفي) لأول مرة خلال فترة العصر الحجري الحديث. وتشير المخطوطات التي يرجع تاريخها إلى عام 1700 قبل الميلاد إلى أن قدماء المصريين كان لديهم بعض المعرفة بأعراض تلف الدماغ.
اعتبرت أولى وجهات النظر المبكرة حول وظيفة الدماغ أنها «حشو قحفي» من نوع ما. وفي مصر وخلال أواخر المملكة الوسطى وما بعدها، أُزيلت الدماغ بانتظام استعدادًا للتحنيط، حيث كان يعتقد في ذلك الوقت أن القلب هو مقر الذكاء. ووفقا لهيرودوت، فقد كانت الخطوة الأولى في التحنيط هي «أخذ قطعة ملتوية من الحديد، واستعمالها في إخراج جزء من المخ من خلال المنخر، وتنظيف المتبقي في الجمجمة عن طريق الشطف بالأدوية.»
لم تحدث معارضة للرؤية القائلة بأن القلب هو مصدر الوعي حتى مجئ الطبيب اليوناني أبقراط، حيث كان يعتقد أن الدماغ ليست وظيفته الإحساس فحسب (نظرًا لأن معظم الأعضاء الخاصة مثل العين والأذن واللسان الموجودين في الرأس قرب الدماغ)، ولكنه أيضا مقر الذكاء. كما تكهن أفلاطون أيضًا بأن الدماغ هو مقر الجزء العقلاني للروح. إلا أن أرسطو مع ذلك كان يعتقد أن القلب هو مركز الذكاء وأن الدماغ ينظم حرارة القلب. وقد قُبل هذا الرأي عمومًا حتى لاحظ الطبيب الروماني جالين (وهو من أتباع أبقراط وطبيب المصارعين الرومان) أن مرضاه فقدوا أهليتهم العقلية عندما أصيبوا بأضرار في أدمغتهم.
وصف علماء الإسلام كالزهراوي وابن رشد وابن سينا وابن زهر وابن ميمون في القرون الوسطى عدد من المشاكل الطبية المتعلقة الدماغ. وفي عصر النهضة في أوروبا قدم فيزاليوس (1514-1564) ورينيه ديكارت (1596-1650) وتوماس ويليس (1621-1675) ويان زفامردام (1637-1680) العديد من المساهمات في العلوم العصبية.

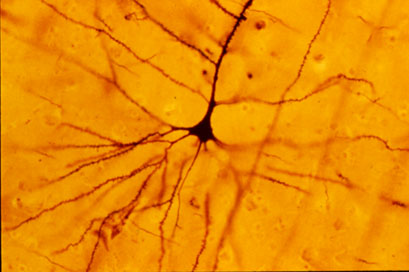
الصبغ بطريقة جولجي، أول طريقة لرؤية العصبونات الفردية.

مهدت أعمال لويجي جالفاني الرائدة في أواخر القرن الثامن عشر الطريق أمام دراسة الإثارة الكهربائية للعضلات والعصبونات. وفي النصف الأول من القرن التاسع عشر ابتكر جان بيير فلورنس طريقة تجريبية لإحداث آفات موضعية في مخ الحيوانات الحية ووصف آثار هذه الآفات على الحركة والإحساس والسلوك. وفي عام 1843 وضح إميل ريموند الطبيعة الكهربائية للإشارة العصبية، التي بدأت هيرمان فون هيلمهولتز في قياس سرعتها، وفي عام 1875 وجد ريتشارد كاتون ظواهر كهربائية في نصفي القشرة المخية للأرانب والقردة، ونشر أدولف بيك بعدها (عام 1890) ملاحظات مماثلة حول نشاط كهربائي تلقائي في دماغ الأرانب والكلاب.
أصبحت دراسات الدماغ أكثر تطوراً بعد اختراع المجهر وتطوير كاميلو جولجي إجراءات الصبغ أواخر تسعينيات القرن التاسع عشر، حيث استخدم ملح كرومات الفضة للكشف عن الهياكل المعقدة للعصبونات الفردية. وقد استخدم سانتياغو رامون واي كاجال طريقته وأدى ذلك إلى تكوين مبدأ العصبية، وهي فرضية تقول أن العصبونات هي الوحدة الوظيفية للدماغ. وقد اشترك كل من جولجي ورامون عام 1906 في جائزة نوبل في الطب أو علم وظائف الأعضاء عن ملاحظاتهم الواسعة وأوصافهم وتصنيفاتهم للعصبونات في كافة أنحاء الدماغ.
بالتوازي مع هذا البحث، فقد اقترحت أعمال بول بروكا حول المرضى المصابين بأضرار في الدماغ أن هناك مناطق معينة في الدماغ مسؤولة عن وظائف معينة، وكانت النتائج التي توصل إليها بروكا في ذلك الوقت هي بمثابة تأكيد لنظرية فرانز جوزيف غال بأن اللغة لها مكان محدد وأن بعض الوظائف النفسية (مثل المعرفة) لها مناطق محددة في القشرة المخية. ودُعمت فرضية التخصص الوظيفي بملاحظات أجراها جون هيغلز جاكسون حول مرضى الصرع، والذي استنتج بشكل صحيح تنظيم القشرة الحركية من خلال مراقبة تطور النوبات عبر الجسم. بعدها قام كارل فيرنيك بتطوير نظرية تخصص تركيبات محددة في الدماغ بفهم وإنتاج اللغة. ولا تزال الأبحاث الحديثة المستعينة بتقنيات التصوير العصبي تستخدم التعاريف التشريحية خريطة التهندس الخلوي لبرودمان (بالإشارة إلى دراسة العضيات الخلوية) تُواصل إظهار أن مناطق مميزة من القشرة يتم تنشيطها لتنفيذ مهام محددة.
خلال القرن العشرين بدأ الاعتراف بالعلوم العصبية كمجال أكاديمي متميز بحد ذاته، وليس مجرد مجموع دراسات على الجهاز العصبي ضمن تخصصات أخرى. وقد أشاد إريك كانديل والمتعاونين معه بالدور الحاسم الذي لعبه كل من ديفيد ريوخ وفرانسيس أو شميت وستيفن كوفلر في تأسيس هذا المجال. فقد أنشأ ريوخ تكاملا للبحوث التشريحية والفسيولوجية الأساسية مع الطب النفسي السريري في مؤسسة والتر ريد العسكرية للبحوث، والمتكونة في عقد 1950. وخلال نفس الفترة أنشأ شميت برنامجًا لأبحاث العلوم العصبية في قسم الأحياء بمعهد ماساتشوستس للتكنولوجيا، وجمع بين البيولوجيا والكيمياء والفيزياء والرياضيات. وتأسس أول قسم مستقل للعلوم العصبية (والذي سُمي آنذاك بعلم النفس البيولوجي) عام 1964 في جامعة كاليفورنيا على يد جيمس ماكجو. وتبعه قسم علم الأحياء العصبي في كلية الطب بجامعة هارفارد، التي أسسها ستيفن كوفلر في عام 1966.
ازداد الفهم الدقيقي والجزيئي لوظيفة العصبونات والجهاز العصبي خلال القرن العشرين. فمثلا قدم آلن لويد هودجكين وأندرو هكسلي عام 1952 نموذجًا رياضيًا لنقل الإشارات الكهربائية في عصبونات المحاور العملاقة في السبيط، والتي أطلقوا عليها "جهد الفعل"، وكيفية إطلاقها وانتشارها، والمعروفة باسم نموذج هودجكين هكسلي. وفي عام 1961 و1962 قام ريتشارد وناجومو بتبسيط نموذج هودجكين هكسلي. وفي عام 1962 شكل برنارد كاتس النقل العصبي عبر المسافة الموجودة بين العصبونات (والمعروفة باسم المشابك العصبية). وابتداءً من عام 1966 بحث إريك كاندل ومعاونوه التغيرات الكيميائية الحيوية في العصبونات المرتبطة بالتعلم وتخزين الذاكرة في نوع من الحيوانات البحرية. وفي عام 1981 قامت كاثرين موريس وهارولد ليكار بدمج هذه النماذج في نموذج موريس ليكار. وقد أدى مثل هذا العمل الكمي المتزايد إلى العديد من نماذج العصبونات الحيوية.[بحاجة لمصدر]
شُكل خلال القرن العشرين العديد من منظمات العلوم العصبية البارزة من أجل توفير منتدى لجميع علماء الأعصاب وذلك نتيجة الاهتمام المتزايد بالجهاز العصبي، فمثلا تأسست المنظمة الدولية لأبحاث الدماغ عام 1960، والجمعية الدولية للكيمياء العصبية عام 1963، وجمعية الدماغ والسلوك الأوروبية عام 1968، وجمعية العلوم العصبية عام 1969. وقد أدى تطبيق نتائج البحوث العصبية في الآونة الأخيرة أيضا إلى ظهور تخصصات تطبيقة مثل الاقتصاد العصبي، علم الأعصاب التعليمي، الأخلاقيات العصبية، والقانون العصبي.

## العلوم العصبية الحديثة

الجهاز العصبي البشري

زادت الدراسة العلمية للجهاز العصبي بشكل كبير خلال النصف الثاني من القرن العشرين، ويرجع ذلك بشكل رئيسي إلى التقدم في البيولوجيا الجزيئية، الفيزيولوجيا الكهربية، والعلوم العصبية الحاسوبية. وقد سمح ذلك لعلماء الأعصاب بدراسة الجهاز العصبي من جميع جوانبه: كيفية تنظيمه، كيف يعمل، كيف يتطور، كيف يتعطل، وكيف يمكن تغييره، وأصبح الفهم التفصيلي للعمليات المعقدة التي تحدث داخل العصبون الواحد أمرا ممكنا، فالعصبونات هي خلايا متخصصة لغرض التوصيل، وهي قادرة على التواصل مع العصبونات وأنواع من الخلايا الأخرى عبر نقاط اتصال متخصصة تسمى نقاط التشابك العصبي، والتي تُمكن من نقل الإشارات الكهربائية أو الكهروكيميائية من خلية إلى أخرى. وينبثق من العديد من العصبونات خيوط رفيعة طويلة من سيتوبلازم المحور العصبي تسمى محاور عصبية، والتي قد تمتد إلى أجزاء الجسم البعيدة وتكون قادرة على حمل الإشارات الكهربائية بسرعة، والتي تؤثر على نشاط العصبونات الأخرى أو العضلات أو الغدد. ويتولد الجهاز العصبي من مجموعة العصبونات المرتبطة ببعضها البعض.
يُقسم الجهاز العصبي في الفقاريات إلى قسمين، الجهاز العصبي المركزي (المتكون من الدماغ والحبل الشوكي)، والجهاز العصبي المحيطي، ويُعتبر الجهاز العصبي في العديد من الأنواع (ومن بينها الفقاريات) أكثر أجهزة الجسم تعقيدًا، ويوجد معظم التعقيد في الدماغ. يحتوي الدماغ البشري وحده على حوالي مائة مليار عصبون ومائة تريليون مشبك عصبي؛ وتألف الدماغ البشري من الآلاف من الهياكل الأساسية التي يمكن تمييزها، والتي تتصل ببعضها البعض عبر شبكات عصبية. ويُمثل بشكل أساسي في الدماغ على الأقل جين من بين كل ثلاثة جينات (التي تصل إلى 20.000 جين يُشكلون الجينوم البشري). وبسبب لدونة الدماغ البشري، فإن بنية المشابك العصبية ووظائفها الناتجة تتغير طوال فترة الحياة. وبالتالي يزداد تحدي فهم كل هذه التعقيدات الهائلة.

### العلوم العصبية الجزيئية والخلوية

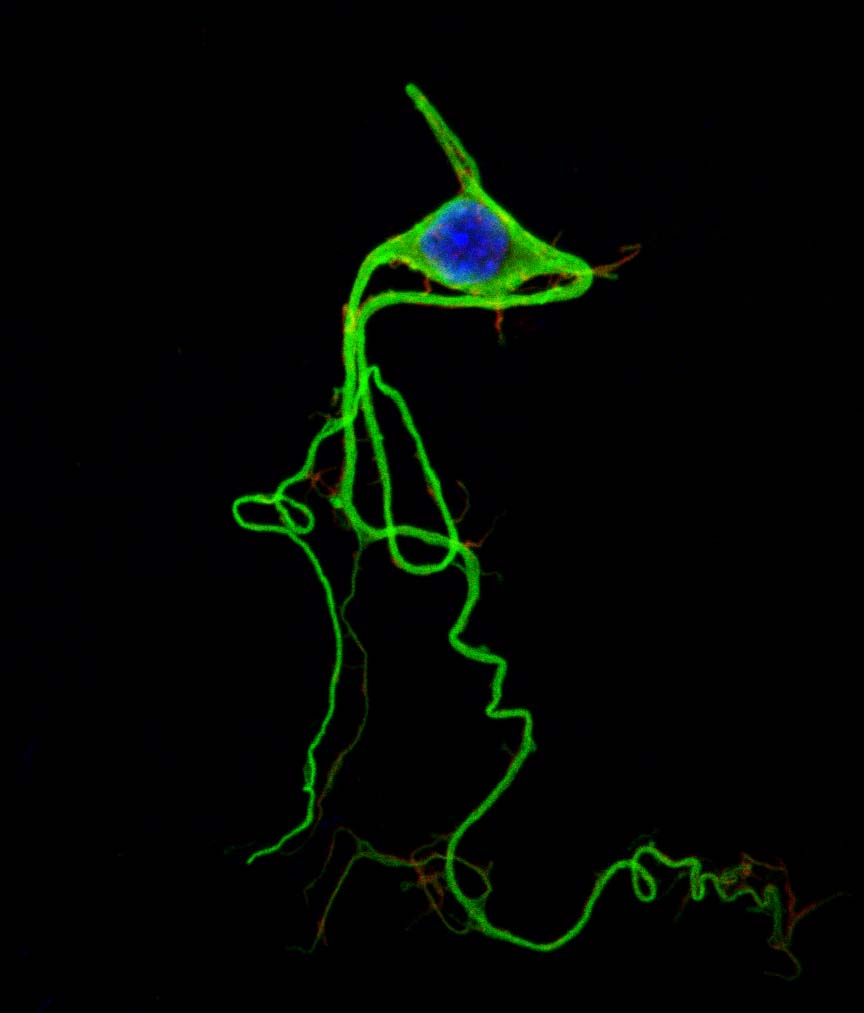
صورة لعصبون مصطبغ في جنين الدجاج

تمت دراسة الجهاز العصبي على مستويات متعددة تراوحت من المستويات الجزيئية والخلوية إلى الأنظمة والمستويات المعرفية، وعلى المستوى الجزيئي تشمل الأسئلة الأساسية التي يتم تتناولها العلوم العصبية الجزيئية الآليات التي تعبر بها العصبونات عن الإشارات الجزيئية وتستجيب لها، وكيف تشكل المحاور أنماط اتصال معقدة، وفي هذا المستوى تُستخدم أدوات علم الأحياء الجزيئي وعلم الوراثة لفهم كيفية تطور العصبونات وكيف تؤثر التغيرات الوراثية على الوظائف البيولوجية، وكذلك يُمثل علم التشكل والهوية الجزيئية والخصائص الفسيولوجية للعصبونات وكيفية ارتباطها بأنواع مختلفة من السلوك أيضًا مواضيع ذات أهمية كبيرة.
تشمل الأسئلة الأساسية التي تتناولها العلوم العصبية الخلوية كل من آليات الطريقة الفسيولوجية والكهروكيميائية التي يعالج بها العصبون الإشارات العصبية، وتتضمن هذه الأسئلة كيفية معالجة الزوائد العصبية للإشارات (والزوائد العصبية هي بروزات رقيقة من جسم العصبون، وتتكون من الزوائد الشجرية المتخصصة في تلقي الإشارات من المشبك العصبي، والمحاور العصبية المتخصصة في توصيل الإشارات المُسماة جهد الفعل)، وكذلك كيفية معالجة جسم العصبون (الجزء المحتوي على النواة) للإشارات، وكيف يتم استخدام الناقلات العصبية والإشارات الكهربائية لمعالجة المعلومات في العصبونات. ويتجه مجال رئيسي آخر للعلوم العصبية نحو التحقيق في تطور الجهاز العصبي.
تهتم النمذجة العصبية الحاسوبية بتطوير نماذج عصبية ديناميكية لنمذجة وظائف المخ فيما يتعلق بالجينات والتفاعلات الديناميكية بينها.[بحاجة لمصدر]

### الدوائر والأنظمة العصبية
تشمل الأسئلة التي تتناولها أنظمة العلوم العصبية كيفية تشكيل واستخدام الشبكة العصبونية من الناحية التشريحية والفسيولوجية لإنتاج وظائف مثل المنعكسات، والتكامل متعدد الحواس، وتآزرية العضلات، والنظم اليومي، والاستجابات العاطفية، والتعلم، والذاكرة. بمعنى آخر، تتناول أنظمة العلوم العصبية كيفية عمل هذه الدوائر العصبية في شبكات الدماغ الواسعة النطاق، والآليات التي تتولد السلوكيات من خلالها. فمثلا يتناول تحليل مستوى الأنظمة أسئلة تتعلق بطرائق حسية وحركية محددة: كيف يعمل البصر؟ كيف تتعرف الطيور المغردة على الأغاني؟ وكيف تحدد الخفاشيات المواضع باستخدام الموجات فوق الصوتية؟ كيف يعالج النظام الحسي الجسدي معلومات اللمس؟ وتتناول مجالات علم السلوك العصبي وعلم النفس العصبي مسألة كيف تتسب المواد العصبية في سلوكيات حيوانية وبشرية محددة. ويدرس علم الغدد الصماء العصبي والمناعة العصبية النفسية التفاعلات بين الجهاز العصبي وبين الغدد الصماء والجهاز المناعي على التوالي. وبرغم العديد من التطورات إلا أنه لا تزال الطريقة التي تؤدي بها شبكات العصبونات العمليات المعرفية والسلوكيات المعقدة غير مفهومة بشكل جيد.

### العلوم العصبية السلوكية والمعرفية
تتناول العلوم العصبية المعرفية أسئلة حول كيفية حدوث وظائف نفسية (مثل المعرفة) عبر الدوائر العصبية. وقد تسبب ظهور تقنيات القياس الجديدة والقوية، مثل التصوير العصبي (التصوير بالرنين المغناطيسي الوظيفي، التصوير المقطعي بالإصدار البوزيتروني، التصوير الطبي بآشعة غاما) الفيزيولوجيا الكهربية والتحليل الوراثي البشري بجانب التقنيات التجريبية المعقدة من علم النفس المعرفي، في تمكين علماء الأعصاب وعلماء النفس تناول أسئلة مجردة مثل كيفية أن الإدراك والإحساس البشري يتم تعيينهما إلى مواد عصبية محددة. وعلى الرغم من أن العديد من الدراسات لا تزال تتبنى موقفًا مختزلًا يبحث عن الأساس العصبي الحيوي للظواهر المعرفية، فإن الأبحاث الحديثة تظهر أن هناك تفاعلًا مثيرًا للاهتمام بين نتائج العلوم العصبية والبحث المفاهيمي، وتكامل كلا المنظورين. فمثلا استجدى بحث العلوم العصبية حول التعاطف نقاشًا مثيرًا للاهتمام متعدد التخصصات شمل الفلسفة وعلم النفس وعلم النفس المرضي. وعلاوة على ذلك فإن تعرف العلوم العصبية للأنظمة المتعدة للذاكرة والمرتبطة بمناطق مختلفة في الدماغ قد تحدى فكرة أن الذاكرة هي استنساخ حرفي للماضي، مما يدعم رؤية الذاكرة كعملية بنائية وديناميكية.
ارتبطب العلوم العصبية أيضًا بالعلوم السلوكية والاجتماعية، بالإضافة إلى المجالات متعددة التخصصات الناشئة مثل الاقتصاد العصبي ونظرية القرار وعلم الأعصاب الاجتماعي وعلم التسويق العصبي لمعالجة أسئلة معقدة حول تفاعلات الدماغ مع بيئته. وكمثال فإن الدراسات حول استجابات المستهلك تستخدم تخطيط أمواج الدماغ للتحقيق في الارتباطات العصبية المرتبطة بالنقل السردي لقصص حول كفاءة الطاقة.
في نهاية المطاف يود علماء الأعصاب فهم كل جانب من جوانب الجهاز العصبي، بما في ذلك كيفية عمله، وكيفية تطوره، وكيفية تعطله، وكيف يمكن تغييره أو إصلاحه. وتتغير الموضوعات المحددة التي تشكل بؤرة البحث الرئيسية بمرور الوقت، مدفوعة بقاعدة دائمة التوسع من المعرفة وتوافر طرق تقنية متطورة بشكل متزايد.

### الأبحاث والطب الانتقالي

تصوير بالرنين المغناطيسي لرأس مريض مصاب بضخامة الرأس الحميدة

تُعتبر تخصصات طب الجهاز العصبي والطب النفسي وجراحة الأعصاب والجراحة النفسية وعلم التخدير وإدارة الألم وعلم الأمراض العصبية وعلم الأشعة العصبي وطب العيون وطب الأنف والأذن والحنجرة والفزيولوجيا العصبية وطب الإدمان وطب النوم هي تخصصات طبية تعالج أمراض الجهاز العصبي بشكل خاص، أو تخصصات سريرية تتضمن تشخيص وعلاج الأمراض العصبية. فطب الجهاز العصبي يتعامل مع تشخيص وعلاج أمراض الجهاز العصبي المركزي والمحيطي مثل التصلب الجانبي الضموري والسكتة الدماغية. فيما يركز الطب النفسي على اضطرابات الوجدان والسلوك والمعرفة والإدراك. ويركز علم التخدير على الإحساس بالألم وتغيير الوعي بالأدوية. ويركز علم الأمراض العصبية على تصنيف وآليات المرض الكامنة في الجهاز العصبي المركزي والمحيطي وأمراض العضلات، مع التركيز على التغيرات الشكلية والمجهرية والملاحظة كيميائيا. فيما تتناول جراحة الأعصاب والجراحة النفسية في المقام الأول العلاج الجراحي لأمراض الجهاز العصبي المركزي والمحيطي. وتُعتبر الحدود الفاصلة بين هذه التخصصات غير واضحة مؤخرًا حيث تتأثر جميعها بالأبحاث الصرفة في العلوم العصبية. وقد مكن تصوير الدماغ أيضًا من الحصول على رؤى بيولوجية موضوعية حول الأمراض العقلية، والتي يمكن أن تؤدي إلى تشخيص أسرع وأكثر دقة، وتساعد في تقييم تقدم المريض مع مرور الوقت.

## الفروع الرئيسية
يمكن تصنيف أنشطة التعليم والبحث العلمي الحديث في العلوم العصبية بصعوبة بالغة في الفروع الرئيسية التالية، بالاستناد إلى موضوع وحجم الجهاز في الفحص فضلاً والمناهج التجريبية أو المنهجية. ومع ذلك فغالباً ما يتناول علماء الأعصاب أسئلة تمتد لعدة حقول فرعية مميزة.
| الفرع                    | الوصف |
| ------------------------ | --- |
| علم الأعصاب الوجداني     | علم الأعصاب الوجداني هو دراسة الآليات العصبية المشاركة في الوجدان (العاطفة)، غالبا من خلال التجارب على النماذج الحيوانية. |
| علم الأعصاب الحيوي       | علم الأعصاب الحيوي (المعروف أيضًا باسم علم النفس البيولوجي، علم النفس الفسيولوجي، علم النفس الحيوي) هو تطبيق مبادئ علم الأحياء على دراسة الآليات السلوكية والوراثية والفسيولوجية والتنموية لدى البشر والحيوانات دون البشر. |
| علم الأعصاب الخلوي       | علم الأعصاب الخلوي هو دراسة العصبونات على المستوى الخلوي بما في ذلك التشكل والخصائص الفسيولوجية. |
| علم الأعصاب السريري      | الدراسة العلمية للآليات البيولوجية التي تكمن وراء اضطرابات وأمراض الجهاز العصبي. |
| علم الأعصاب المعرفي      | علم الأعصاب المعرفي هو دراسة الآليات البيولوجية الكامنة وراء الإدراك. |
| العلوم العصبية الحاسوبية | العلوم العصبية الحاسوبية هي الدراسة النظرية للجهاز العصبي. |
| علم الأعصاب الثقافي      | علم الأعصاب الثقافي هو دراسة كيفية تشكل القيم والممارسات والمعتقدات الثقافية، وكيف يشكلها العقل والدماغ والجينات عبر فترات زمنية متعددة. |
| علم الأعصاب التنموي      | يدرس علم الأعصاب التنموي العمليات التي تولد وتشكل وتعيد تشكيل الجهاز العصبي وتسعى إلى وصف الأساس الخلوي للتنمية العصبية لمعالجة الآليات الأساسية. |
| علم الأعصاب التطوري      | يدرس علم الأعصاب التطوري تطور الجهاز العصبي. |
| علم الأعصاب الجزيئي      | علم الأعصاب الجزيئي يدرس الجهاز العصبي والبيولوجيا الجزيئية، الوراثة الجزيئية، كيمياء البروتينات والمنهجيات ذات الصلة. |
| هندسة عصبية              | تستخدم الهندسة العصبية التقنيات الهندسية للتفاعل مع الأنظمة العصبية أو فهمها أو إصلاحها أو استبدالها أو تعزيزها. |
| التشريح العصبي           | التشريح العصبي دراسة تشريح الجهاز العصبي. |
| الكيمياء العصبية         | الكيمياء العصبية هي دراسة كيفية تفاعل المواد الكيميائية العصبية وتأثيرها على وظيفة العصبونات. |
| علم السلوك العصبي        | علم الأعصاب هو دراسة الأساس العصبي لسلوك الحيوانات غير البشرية. |
| فن الأكل العصبي          | علم فن الأكل العصبي هو دراسة النكهة وكيفية تأثيرها على الإحساس والإدراك والذاكرة. |
| علم الوراثة العصبية      | علم الوراثة العصبية هو دراسة الأساس الوراثي لتطوير ووظيفة الجهاز العصبي. |
| التصوير العصبي           | يشمل التصوير العصبي استخدام تقنيات مختلفة إما بشكل مباشر أو غير مباشر لتصوير بنية ووظيفة الدماغ. |
| علم المناعة العصبية      | علم المناعة العصبية معني بالتفاعلات بين الجهاز العصبي والجهاز المناعي. |
| معلوماتية عصبية          | المعلوماتية العصبية هي فرع في المعلوماتية الحيوية تقوم بتنظيم بيانات علم الأعصاب وتطبيق النماذج الحسابية والأدوات التحليلية. |
| لغويات عصبية             | علم اللغويات العصبية هو دراسة الآليات العصبية في الدماغ البشري التي تتحكم في فهم اللغة وإنتاجها واكتسابها. |
| فيزياء عصبية             | تتناول الفيزياء العصبية تطوير الأدوات التجريبية المادية للحصول على معلومات حول الدماغ. |
| الفسيولوجيا العصبية      | الفيزيولوجيا العصبية هي دراسة أداء الجهاز العصبي، بشكل عام باستخدام التقنيات الفسيولوجية التي تشمل القياس والتحفيز باستخدام الأقطاب الكهربائية أو الأصباغ الحساسة للأيونات أو الجهد أو القنوات الحساسة للضوء. |
| علم النفس العصبي         | علم النفس العصبي هو تخصص يقع تحت ظل كل من علم النفس والعلوم العصبية، ويشارك في ساحات أنشطة العلوم الأساسية والتطبيقية. ويرتبط في علم النفس ارتباطًا وثيقًا بعلم النفس السريري والحيوي والمعرفي والتنموي. ويرتبط في علم الأعصاب ارتباطًا وثيقًا بمجالات علم الأعصاب الإدراكي والسلوكي والاجتماعي والوجداني. ويرتبط في المجال الطبي والتطبيقي بالأمراض العصبية والطب النفسي. |
| علم الأعصاب الاجتماعي    | علم الأعصاب الاجتماعي هو مجال متعدد التخصصات مكرس لفهم كيفية تنفيذ النظم البيولوجية للعمليات والسلوكيات الاجتماعية، واستخدام المفاهيم والطرق البيولوجية لإعلام وتنقيح نظريات العمليات والسلوك الاجتماعي. |
| أنظمة العلوم العصبية     | وتُمثل دراسة وظيفة الدوائر والأنظمة العصبية. |

## منظمات العلوم العصبية
- جمعية العلوم العصبية: تُعتبر أكبر جمعية متخصصة في العلوم العصبية هي، يقع مقرها في الولايات المتحدة لكنها تضم أعضاء عدة من بلدان أخرى، وقد تطورت جمعية العلوم العصبية باطراد منذ تأسيسها عام 1969، حيث سجلت 40290 عضوا من 83 دولة مختلفة اعتبارا من عام 2010.[42] وتقيم اجتماعات سنوية تُعقد كل عام في مدينة أمريكية مختلفة، بحضور الباحثين وزملاء ما بعد الدكتوراه وطلاب الدراسات العليا والطلاب الجامعيين، فضلاً عن المؤسسات التعليمية ووكالات التمويل والناشرين ومئات الشركات التي توفر المنتجات المستخدمة في البحث.
- المنظمة الدولية لأبحاث الدماغ (IBRO)، كرست نفسها لدراسة العلوم العصبية والتي تعقد اجتماعاتها في بلد مختلف في أنحاء العالم كل عام،
- اتحاد جمعيات العلوم العصبية الأوروبي (FENS)، الذي يعقد اجتماعًا في مدينة أوروبية مختلفة كل سنتين.
- جمعية علماء الأعصاب في أفريقيا (SONA): هي منظمة غير ربحية مسجلة في نيروبي، كينيا في عام 1993. تعمل كمنظمة جامعة لجمعيات ومجموعات علم الأعصاب الإقليمية والوطنية في أفريقيا، جمعية عضو في المنظمة الدولية لأبحاث الدماغ (IBRO) [43]

## روابط خارجية
- إطار معلومات علم الأعصاب (NIF)
- Neurobiology على مشروع الدليل المفتوح
- الجمعية الأمريكية للكيمياء العصبية
- جمعية العلوم العصبية البريطانية (BNA)
- اتحاد جمعيات العلوم العصبية الأوروبية
- علم الأعصاب على الإنترنت (كتاب العلوم العصبية الإلكتروني)
- HHMI سلسلة محاضرات علم الأعصاب - اجعل عقلك: الجزيئات والحركة والذاكرة
- علم الأعصاب للأطفال